# باشگاه ورزشی پی‌اس‌وی آیندهوون
 آیندهوون (به هلندی: PSV Eindhoven) که بیشتر با نام پی‌اس‌وی یا پی‌اس‌وی آیندهوون شناخته می‌شود، باشگاه ورزشی است که در شهر آیندهوون هلند قرار دارد. شهرت این باشگاه بیشتر به خاطر تیم فوتبال آن است و بسیاری از نوابغ فوتبال هلند و جهان در این باشگاه پرورش یافته‌اند. 
اوج کار پی اس وی در سال ۱۹۸۸ بود که با پیروزی بر بنفیکا قهرمان لیگ قهرمانان اروپا شدند.
پی‌اس‌وی در کنار آژاکس آمستردام و باشگاه فوتبال فاینورد، جزء سه تیم هلندی است که موفق به قهرمانی در جام باشگاه‌های اروپا شده‌اند. آن‌ها در سال ۱۹۸۸، با پیروزی مقابل باشگاه فوتبال بنفیکا در فینال جام باشگاه‌های اروپا، توانستند بعد از آژاکس، دومین تیم هلندی باشند که موفق به بردن سه‌گانه می‌شود. جام اروپایی دیگر این باشگاه، جام یوفایی بود که آن‌ها در ۱۹۷۸ موفق به کسب آن شدند.
لقب این تیم، بورِن (به هلندی: Boeren) (به معنی «کشاورزان») است که به دلیل شرایط منطقه‌ای که باشگاه در آن قرار دارد به آن‌ها گفته شده‌است.

## ترکیب تیم
تا تاریخ ۳۱ اوت ۲۰۲۲
| شماره |                     | پست       | بازیکن                              |
| ----- | ------------------- | --------- | ----------------------------------- |
| ۱     | آرژانتین            | دروازه‌بان | والتر بنیتز                         |
| ۲     | هلند                | مدافع     | Shurandy Sambo                      |
| ۳     | هلند                | مدافع     | جردن تیز                            |
| ۴     | هلند                | مدافع     | آرماندو اوبیسپو                     |
| ۵     | برزیل               | مدافع     | آندره رامالیو                       |
| ۶     | آلمان               | مدافع     | آرمل بلا-کوچاپ (قرضی از ساوت‌همپتون) |
| ۷     | هلند                | مهاجم     | نوآ لنگ                             |
| ۸     | ایالات متحده آمریکا | مدافع     | سرجینیو دست (قرضی از بارسلونا)      |
| ۹     | هلند                | مهاجم     | لوک دی یونگ (کاپیتان)               |
| ۱۰    | ایالات متحده آمریکا | هافبک     | مالک تیلمن                          |
| ۱۱    | بلژیک               | مهاجم     | یوهان باکایوکو                      |
| ۱۴    | ایالات متحده آمریکا | مهاجم     | ریکاردو پپی                         |
| ۱۶    | هلند                | دروازه‌بان | جوئل درومل                          |

| شماره |        | پست       | بازیکن                                |
| ----- | ------ | --------- | ------------------------------------- |
| ۱۷    | برزیل  | هافبک     | مائورو ژونیور                         |
| ۱۸    | فرانسه | مدافع     | اولیویه بوسکالی                       |
| ۲۰    | هلند   | هافبک     | گوس تیل                               |
| ۲۲    | هلند   | هافبک     | یردی اشخاتن                           |
| ۲۳    | هلند   | هافبک     | جوئی فیرمان                           |
| ۲۴    | هلند   | دروازه‌بان | بوی واترمن                            |
| ۲۶    | هلند   | هافبک     | آیساک بابادی                          |
| ۲۷    | مکزیک  | مهاجم     | هیروینگ لوزانو                        |
| ۳۰    | هلند   | مدافع     | پاتریک فن آنهولت (قرضی از گالاتاسرای) |
| ۳۱    | هلند   | هافبک     | تایگو لند                             |
| ۳۴    | مراکش  | هافبک     | اسماعیل سیباری                        |
| ۴۱    | بلژیک  | دروازه‌بان | کیل پیرسمن                            |

## افتخارات

### ملی
- لیگ برتر فوتبال هلند
  -  قهرمانی (۲۵): ۲۹–۱۹۲۸، ۳۵–۱۹۳۴، ۵۱–۱۹۵۰، ۶۳–۱۹۶۲، ۷۵–۱۹۷۴، ۷۶–۱۹۷۵، ۷۸–۱۹۷۷، ۸۶–۱۹۸۵، ۸۷–۱۹۸۶، ۸۸–۱۹۸۷، ۸۹–۱۹۸۸، ۹۱–۱۹۹۰، ۹۲–۱۹۹۱، ۹۷–۱۹۹۶، ۰۰–۱۹۹۹، ۰۱–۲۰۰۰، ۰۳–۲۰۰۲، ۰۵–۲۰۰۴، ۰۶–۲۰۰۵، ۰۷–۲۰۰۶، ۰۸–۲۰۰۷، ۱۵–۲۰۱۴، ۱۶–۲۰۱۵، ۱۸–۲۰۱۷، ۲۴–۲۰۲۳
- جام حذفی فوتبال هلند
  - قهرمانی (۱۱): ۵۰–۱۹۴۹، ۷۴–۱۹۷۳، ۷۶–۱۹۷۵، ۸۸–۱۹۸۷، ۸۹–۱۹۸۸، ۹۰–۱۹۸۹، ۹۶–۱۹۹۵، ۰۵–۲۰۰۴، ۱۲–۲۰۱۱، ۲۲–۲۰۲۱، ۲۳–۲۰۲۲
- سوپر جام فوتبال هلند
  - قهرمانی (۱۴): ۹۲–۱۹۹۱، ۹۶–۱۹۹۵، ۹۷–۱۹۹۶، ۹۸–۱۹۹۷، ۰۰–۱۹۹۹، ۰۱–۲۰۰۰، ۰۳–۲۰۰۲، ۰۸–۲۰۰۷، ۱۲–۲۰۱۱، ۱۵–۲۰۱۴، ۱۶–۲۰۱۵، ۲۱–۲۰۲۰، ۲۲–۲۰۲۱، ۲۳–۲۰۲۲

### بین‌المللی
- لیگ قهرمانان اروپا: ۱
  - ۸۸–۱۹۸۷
- جام یوفا: ۱
  - ۷۸–۱۹۷۷